# Precision shooting equipment
"Precision shooting equipment" (PSE) est une entreprise américaine de matériel de tir à l'arc basée à Tucson. L'entreprise a été fondée par Pete Shepley à Mahomet (Illinois) en 1971. Son siège social se situe à Tucson

## Histoire
PSE (Precision Shooting Equipment) a été fondé par Pete Shepley, un ingénieur de Magnavox, en tant qu'activité annexe dans un premier temps. Shepley était spécialisé dans la création d'équipement de tir à l'arc et a décidé de créer l'entreprise en 1971 pour soutenir sa passion. PSE est l'une des cinq premières entreprises à avoir produit le premier arc à poulies et est réputé pour avoir déposé de nombreux brevets dans cette industrie.

## Produits

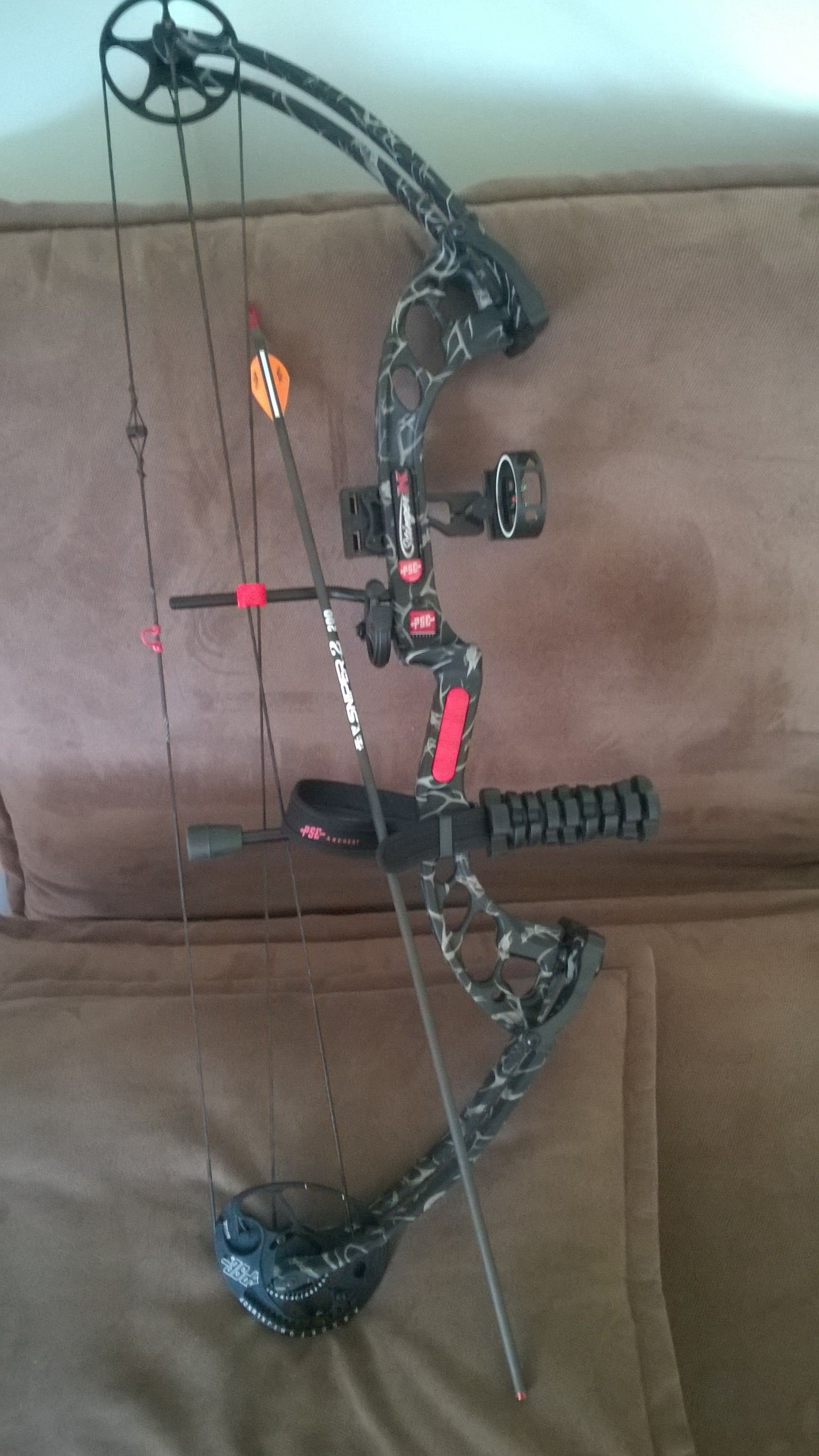
Arc à poulies Taljajousi de la marque PSE

PSE est réputé pour fournir des arcs haut de gamme. En 2014 le Full Throttle a été présenté et est actuellement l'arc sur le marché permettant la sortie de flèche la plus rapide, avec une vitesse IBO de 370 fps.